# Emil Granat

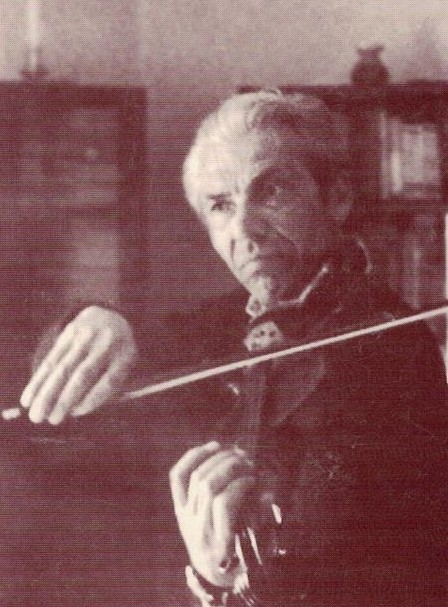
Emil Granat podczas gry na skrzypcach, która obok poezji była jego drugą pasją.

Emil Granat (ur. 25 czerwca 1928 w Staroniwie (obecnie Rzeszów), zm. 3 lipca 1992) – polski poeta.

## Życiorys
Rodzicami Emila Granata byli: Andrzej urodzony 1 kwietnia 1883 w Uściankach i Maria z domu Żyradzka urodzona w 1886 roku. W 1914 roku małżeństwu Andrzeja i Marii urodził się pierwszy syn – Władysław. Emil Granat był szóstym, najmłodszym dzieckiem. Z licznego rodzeństwa przeżyło jedynie trzech braci, najstarszy Władysław, Eugeniusz i Emil. Dwóch pozostałych braci i siostra zmarli w młodym wieku. W 1956 roku Emil Granat poślubił Józefę z domu Kowalską urodzoną w 1935 roku. Małżonkom urodziła się dwójka synów: 8 kwietnia 1958 roku Lesław Antoni Granat, a 9 lutego 1966 roku Zbigniew Paweł Granat. Przed śmiercią poecie urodziły się od strony syna Lesława wnuki: 3 listopada 1989 roku Marcin Mateusz Granat (który później kontynuował tradycję gry na skrzypcach) oraz 5 listopada 1990 roku Magdalena Elżbieta Granat.
W roku 1949 otrzymał stypendium literackie Ministerstwa Kultury i Sztuki. Jako poeta debiutował w 1952 roku w warszawskim tygodniku społeczno-literackim „Wieś”. Od 1960 roku był zrzeszony w rzeszowskim ośrodku KKMP. Na łamach prasy drukował m.in. w „Widnokręgu”, „Głosie Młodzieży Wiejskiej”, „Kamenie”, „Nowinach Rzeszowskich”, „Profilach”, „Wieściach”, „Życiu Przemyskim”, „Nowej Wsi”, „Roli Katolickiej”. Pośmiertnie jego poezja pojawiała się w „Aspekcie”, „Głosie Rzeszowa” i nowojorskim „Nowym Dzienniku”.
W 1979 roku został przyjęty do Związku Literatów Polskich, którego był członkiem do 1982 r. Po rozwiązaniu ZLP stanął w szeregach opozycji literackiej. Z chwilą powstania Stowarzyszenia Pisarzy Polskich został jego członkiem.
Jego utwory znajdują się m.in. w „Rzeszowskim arkuszu poetyckim” (1966), „Gwoźnicy. II Almanachu poetów rzeszowskich” (1969), „Almanachu literackim KKMP” (1970), w antologii „Wiersze z Rzeszowskiego” (1974) oraz w publikacji „Varia: od romantyzmu ku współczesności” (2020).
Twórczość Emila Granat pojawiała się również w radiu. Wiersz Odyseusze nie wypłyną był emitowany w 1968 roku przez Rozgłośnię Polską Radia Wolna Europa, a pośmiertnie, w 1993 roku, twórczości poety poświęcono audycję emitowaną w Radiu Rzeszów. Z kolei w 1996 roku w Telewizji Rzeszów ukazał się program zatytułowany „Rozmowa z matką, czyli poemat polski” Emila Granata.
O twórczości Emila Granata pisali m.in.: Jan Grygiel, Halina Barbara Klein, Maciej Krassowski, Mieczysław Łyp, Leszek Żuliński, Józef Nowakowski, Andrzej Żmuda, Gustaw Ostasz oraz Elżbieta Mazur.

## Twórczość
Zostało wydanych sześć tomów poezji Emila Granata:
- Wracając Ziemią, WŁ, Łódź 1968;
- Narracje, LSW, Warszawa 1978;
- Portret przestrzenny, KAW, Warszawa 1982;
- Sceny w antrakcie, Rzeszów 1992;
- Rozmowa z Matką, czyli poemat polski, Rzeszów 1996 – wydany pośmiertnie;
- Bolesne tony, Rzeszów 2018 – wybór wczesnych wierszy poety.

Nieopublikowane pozostały:
- Kontrakty;
- Sonety imienne;
- Bajki nie bajki;
- Karuzela bigos kiszka.

## Wybrane nagrody
W roku 1993 – pośmiertnie, Emil Granat otrzymał Nagrodę Literacką Miasta Rzeszowa I stopnia za całokształt twórczości.